# Teresa Zarębska
Teresa Zarębska (ur. 28 stycznia 1932 w Warszawie, zm. 2 lutego 2003 tamże) – polska architekt, urbanistka i historyczka urbanistyki, profesor doktor inżynier.

## Życiorys
W 1954 ukończyła studia na Wydziale Architektury Politechniki Warszawskiej, od 1957 była członkiem Oddziału Warszawskiego Stowarzyszenia Architektów Polskich, a od 1964 Towarzystwa Urbanistów Polskich. W 1965 uzyskała stopień doktora nauk technicznych, od 1975 była docentem. W latach 1975–1978 była prodziekanem Wydziału Architektury PW, a następnie kierownikiem Katedry Historii Budowy Miast Wydziału Architektury PW. Odznaczenia m.in.: Złota Odznaka „Za Opiekę nad Zabytkami” (1976), Medal Komisji Edukacji Narodowej (1978), Złoty Krzyż Zasługi (1987), Krzyż Kawalerski Orderu Odrodzenia Polski (1996), Złota Odznaka Stowarzyszenia Konserwatorów Zabytków (2001).
Pochowana na cmentarzu Wolskim w Warszawie.

## Publikacje
- Teoria urbanistyki włoskiej XV i XVI wieku - Warszawa (1971);
- Początki polskiego piśmiennictwa urbanistycznego - Warszawa (1975);
- Przebudowa Gdańska w jego złotym wieku - Warszawa (1998).

## Członkostwo
- Komitet Architektury i Urbanistyki Polskiej Akademii Nauk;
- Komisja Miast Komitetu Nauk Historycznych PAN:
- Senat Politechniki Warszawskiej;
- Członek Korespondent Rosyjskiej Akademii Architektury i Budownictwa;
- Honorowy Członek Polskiego Komitetu Narodowego Międzynarodowej Rady Ochrony Zabytków ICOMOS;
- Rada Ochrony Zabytków Techniki – TICCICH;
- Planning History Group;
- Stały Komitet Międzynarodowej Rady Mieszkalnictwa i Rozwoju Miast FIHUAT;
- Rada Ochrony Zabytków Ministerstwa Kultury i Sztuki;
- Społeczny Komitet Ochrony Zabytków Krakowa;
- Stowarzyszenie Historyków Sztuki (od 1958).